# 普拉夫尼 (扎波罗热州)
47°33′46″N 35°19′50″E / 47.56278°N 35.33056°E
普拉夫尼（烏克蘭語：Плавні）是位於烏克蘭東南部的村莊，由扎波羅熱州瓦西里夫卡區的瓦西里夫卡市鎮負責管轄。該村處於卡霍夫卡水庫左岸，始建於1920年，面積0.41平方公里，海拔高度30米，2019年人口258。